# Olympische Sommerspiele 2000/Teilnehmer (Tonga)
| Gelbes Symbol für Goldmedaillen mit stilisierten Olympischen Ringen | Graues Symbol für Silbermedaillen mit stilisierten Olympischen Ringen | Braundes Symbol für Bronzemedaillen mit stilisierten Olympischen Ringen |
| ------------------------------------------------------------------- | --------------------------------------------------------------------- | ----------------------------------------------------------------------- |
| —                                                                   | —                                                                     | —                                                                       |

Tonga nahm an den Olympischen Sommerspielen 2000 in der australischen Metropole Sydney mit drei Sportlern, einer Frau und zwei Männern, in zwei Sportarten teil.
Seit 1984 war es die fünfte Teilnahme des Inselstaats bei Olympischen Sommerspielen.

## Flaggenträger
Die Leichtathletin Ana Siulolo Liku trug die Flagge Tongas während der Eröffnungsfeier im Stadium Australia.

## Teilnehmer nach Sportarten

### Leichtathletik
Laufen und Gehen
| Athleten         | Wettbewerb   | Vorlauf | Vorlauf | Runde 1       | Runde 1       | Halbfinale    | Halbfinale    | Finale        | Finale        | Rang |
| Athleten         | Wettbewerb   | Zeit    | Rang    | Zeit          | Rang          | Zeit          | Rang          | Zeit          | Rang          | Rang |
| ---------------- | ------------ | ------- | ------- | ------------- | ------------- | ------------- | ------------- | ------------- | ------------- | ---- |
| Männer           |              |         |         |               |               |               |               |               |               |      |
| Tolutaʻu Koula   | 100 m        | 11,01 s | 9       | ausgeschieden | ausgeschieden | ausgeschieden | ausgeschieden | ausgeschieden | ausgeschieden | 83   |
| Männer           |              |         |         |               |               |               |               |               |               |      |
| Ana Siulolo Liku | 100 m Hürden | 14,58 s | 8       | ausgeschieden | ausgeschieden | ausgeschieden | ausgeschieden | ausgeschieden | ausgeschieden | 37   |

### Gewichtheben
| Athleten          | Wettbewerb               | Reißen   | Reißen | Stoßen   | Stoßen | Zweikampf | Zweikampf | Rang |
| Athleten          | Wettbewerb               | Gewicht  | Rang   | Gewicht  | Rang   | Gewicht   | Rang      | Rang |
| ----------------- | ------------------------ | -------- | ------ | -------- | ------ | --------- | --------- | ---- |
| Männer            |                          |          |        |          |        |           |           |      |
| Tevita Kofe Ngalu | Schwergewicht bis 105 kg | 127,5 kg | 17     | 167,5 kg | 13     | 295       | 13        | 13   |